# Giro del Lazio 1960
Il Giro del Lazio 1960, ventiseiesima edizione della corsa, si svolse il 18 settembre 1960. La vittoria fu appannaggio dell'italiano Giuseppe Fallarini, il quale precedette i connazionali Vito Favero e Nino Defilippis.

## Ordine d'arrivo (Top 10)
| Pos. | Corridore          | Squadra       | Tempo |
| ---- | ------------------ | ------------- | ----- |
| 1    | Giuseppe Fallarini | Ignis         |       |
| 2    | Vito Favero        | Atala-Pirelli |       |
| 3    | Nino Defilippis    | Carpano       |       |
| 4    | Angelo Conterno    | Carpano       |       |
| 5    | Diego Ronchini     | Bianchi       |       |
| 6    | Nello Verucchi     | Atala-Pirelli |       |
| 7    | Germano Barale     | Bianchi       |       |
| 8    | Gastone Nencini    | Carpano       |       |
| 9    | Imerio Massignan   | Legnano       |       |
| 10   | Carlo Brugnami     | Torpado       |       |